# 서구 갑 (대전)
대전 서구 갑은 대한민국의 국회의원 선거구이다. 대전광역시 서구의 일부를 관할한다. 현 지역구 국회의원은 더불어민주당의 장종태이다.

## 역사
1996년 대한민국 제15대 국회의원 선거를 앞두고 서구·유성구 선거구에서 분리되면서 신설되었다. 신설 당시 복수동, 도마동, 정림동, 변동, 괴정동, 가장동, 가수원동, 기성동을 관할하였으며 서구 을에는 나머지 지역이 속하게 되었다.

## 관할 구역
| 대수      | 관할 구역 |
| --------- | --- |
| 15대      | 서구 복수동, 도마1동, 도마2동, 정림동, 변동, 괴정동, 가장동, 가수원동, 기성동                                 |
| 16대      | 서구 복수동, 도마1동, 도마2동, 정림동, 변동, 괴정동, 가장동, 내동, 가수원동, 기성동                           |
| 17대      | 서구 복수동, 도마1동, 도마2동, 정림동, 변동, 괴정동, 가장동, 내동, 가수원동, 관저동, 기성동                   |
| 18대~21대 | 서구 복수동, 도마1동, 도마2동, 정림동, 변동, 괴정동, 가장동, 내동, 가수원동, 관저1동, 관저2동, 기성동         |
| 22대~     | 서구 복수동, 도마1동, 도마2동, 정림동, 변동, 괴정동, 가장동, 내동, 가수원동, 도안동, 관저1동, 관저2동, 기성동 |

## 역대 국회의원
| 선거   | 정당 | 정당         | 의원   |
| ------ | ---- | ------------ | ------ |
| 1996년 |      | 자유민주연합 | 이원범 |
| 2000년 |      | 새천년민주당 | 박병석 |
| 2004년 |      | 열린우리당   | 박병석 |
| 2008년 |      | 통합민주당   | 박병석 |
| 2012년 |      | 민주통합당   | 박병석 |
| 2016년 |      | 더불어민주당 | 박병석 |
| 2020년 |      | 더불어민주당 | 박병석 |
| 2024년 |      | 더불어민주당 | 장종태 |

## 역대 선거 결과

### 대한민국 제15대 국회의원 선거
|  | 49.95% |

|  | 24.52% |

|  | 15.50% |

|  | 6.33% |

|  | 3.19% |

|  | 0.49% |

### 대한민국 제16대 국회의원 선거
|  | 37.45% |

|  | 33.80% |

|  | 28.73% |

### 대한민국 제17대 국회의원 선거
|  | 51.75% |

|  | 22.97% |

|  | 15.53% |

|  | 5.08% |

|  | 3.42% |

|  | 0.82% |

|  | 0.39% |

### 대한민국 제18대 국회의원 선거
|  | 41.29% |

|  | 22.87% |

|  | 20.74% |

|  | 13.53% |

|  | 0.96% |

|  | 0.58% |

### 대한민국 제19대 국회의원 선거
|  | 54.53% |

|  | 33.96% |

|  | 9.10% |

|  | 2.39% |

### 대한민국 제20대 국회의원 선거
|  | 48.66% |

|  | 39.83% |

|  | 10.13% |

|  | 1.37% |

### 대한민국 제21대 국회의원 선거
|  | 55.58% |

|  | 42.79% |

|  | 0.85% |

|  | 0.76% |

### 대한민국 제22대 국회의원 선거
|  | 52.83% |

|  | 41.43% |

|  | 3.39% |

|  | 2.34% |